# Víctor Barberis Cavalli
José Víctor Barberis Cavalli (Talca, 30 de agosto de 1899-Santiago, 29 de enero de 1963), más conocido como Víctor Barberis, fue un poeta y profesor chileno.

## Biografía
Nació en Talca y realizó sus estudios primarios y secundarios en Piduco. Estudió medicina en la Universidad de Chile durante tres años, y luego se cambió a la carrera de pedagogía en francés en el Instituto Pedagógico de la misma casa de estudios, donde se tituló en 1924.
En 1953 recibió una pensión de gracia por el Estado de Chile.

## Carrera literaria
Durante sus estudios obtuvo varios premios en los concursos de las fiestas primaverales organizados por la Federación de Estudiantes de la Universidad de Chile.
Junto al poeta Romeo Murga publicó en 1923 El libro de la fiesta, su primer libro, donde se incluye su poema «Claro y nuevo rumor». Posteriormente Barberis publicó El poema de octubre (1924) y Vidrios de color (1928). En 1965, dos años después de su muerte, su familia publicó de manera póstuma su obra Poemas.